# John Crawfurd

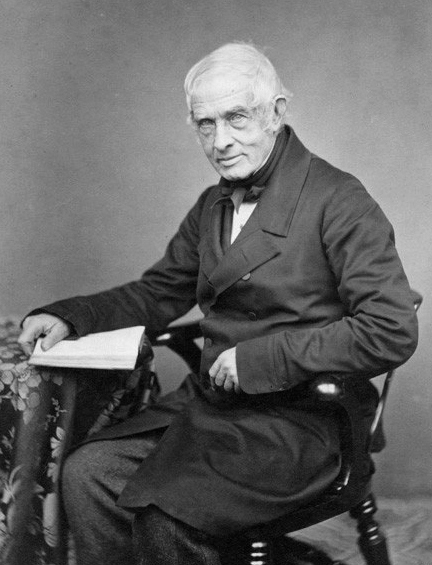
John Crawfurd

John Crawfurd (* 13. August 1783 auf Islay, Schottland; † 11. Mai 1868 in London) war ein britischer Kolonialadministrator, Diplomat, Orientalist und Ethnologe. Ursprünglich Arzt im Dienste der East India Company, bereiste er verschiedene Länder Südostasiens, schrieb über deren Völker, studierte die malaiische Sprache und war von 1823 bis 1826 britischer Statthalter in Singapur.

## Leben und Wirken
Crawfurd studierte in Universität Edinburgh Medizin und trat 1803 in den Dienst der East India Company. Für diese arbeitete er von 1803 bis 1808 als Arzt in den Nordwestprovinzen Indiens. 1808 ging er nach Penang, wo er die malaiische Sprache und Kultur studierte, und 1811 nach Java, wo er nach dem britischen Sieg gegen die Niederlande bis 1817 als britischer Resident in Yogyakarta amtierte (unter Stamford Raffles als Gouverneur). Anschließend kehrte Crawfurd nach Großbritannien zurück und wurde Mitglied der Royal Society. Er veröffentlichte 1820 die dreibändige History of the Indian Archipelago.
Der britische Gouverneur von Bengalen, Lord Hastings, ernannte Crawfurd 1821 zum Leiter einer Gesandtschaft an die Höfe von Siam und Vietnam (Cochinchina). Als er an die Mündung des Mae Nam Chao Phraya (Chao-Phraya-Fluss) in den Golf von Thailand bei Pak Nam, Samut Prakan, kam, wurde er zunächst, wie bei allen Schiffen üblich, nach dem Grund seiner Reise befragt. Damit wollte man herausfinden, wie wichtig und mit welchen Ehren die Reisenden in Bangkok empfangen werden sollten. Crawfurd und seine Gesellschaft empfand die Fragerei offenbar als impertinent und antwortete lediglich ausweichend, was wiederum von den Siamesen als bedrohliches Zeichen gewertet wurde. Er wurde auch nach der Natur und dem Wert seiner Geschenke befragt, was er ebenfalls als unpassend und gierig empfand. Für die Siamesen war die Befragung deshalb wichtig, weil sie so berichten konnten, welche Geschenke tatsächlich an den Hof in Bangkok gelangen sollten, und eventuelle Unterschlagungen auf dem Weg dorthin feststellen konnten. Crawfurds Zurückhaltung und mangelnde Offenheit bei diesen Fragen führte letztlich auch zur Erfolglosigkeit seiner Mission in Siam.
Als Nachfolger Stamford Raffles' machte man ihn 1823 zum Statthalter von Singapur und 1826 zum Kommissionär in Pegu und zum Gesandten am Hof von Birma. 1827 kehrte er wieder nach Großbritannien zurück.
In Großbritannien vertiefte sich Crawfurd ganz in seine Studien. Er starb am 11. Mai 1868 in London.

## Schriften
- History of the Indian Archipelago. 3 Bände.  Archibald Constable and Co. u. a., Edinburgh 1820, (Digitalisate: Bd. 1, Bd. 2, Bd. 3).
- Journal of an Embassy from the Governor-General of India to the Courts of Siam and Cochin China; exhibiting a view of the actual state of those kingdoms. Henry Colburn, London 1828, (Digitalisat; nach David K. Wyatt eines der wenigen Werke, die als Augenzeugenbericht auch wissenschaftliche Fundiertheit vermitteln).
- Journal of an Embassy from the governor-general of India to the Court of Ava, in the year 1827. Henry Colburn, London 1829, (Digitalisat).
- A grammar and dictionary of the Malay language. 2 Bände. Smith, Elder and Co., London 1852, (Digitalisate: Bd. 1, Bd. 2).
- A descriptive dictionary of the Indian islands & adjacent countries. Bradbury & Evans, London 1856, (Digitalisat).